# Formel-2-Europameisterschaft 1983
Die Formel-2-Europameisterschaft 1983 war die 17. und vorletzte Saison dieser 1967 etablierten Motorsportserie. Die Meisterschaft umfasste zwölf Rennen, die in Belgien, Deutschland, Frankreich, Großbritannien, Italien und Spanien abgehalten wurden. Der Meistertitel ging an Jonathan Palmer, der als Spitzenfahrer des Ralt-Werksteams sechs Rennen gewann, darunter die letzten fünf in Folge.

## Überblick

### Politik
Seit den frühen 1980er-Jahren wurde über die Einstellung der Formel 2 diskutiert. Die Kosten des Rennbetriebs hatten sich gegenüber den 1970er-Jahren deutlich erhöht, was unter anderem an dem Einstieg mehrerer Werksteams lag, die einen erheblichen finanziellen und organisatorischen Aufwand betrieben. Anderseits hatte die FISA ein Interesse daran, die DFV-Saugmotoren von Cosworth, die in der Formel 1 angesichts der Erfolgswelle der Turbomotoren zunehmend obsolet wurden, weiter bei Rennen einzusetzen. Daraus entstand die Idee der Formel 3000, die die Formel 2 ablösen sollte. Erste Planungen sahen vor, dass die Formel-2-Europameisterschaft bereits 1983 letztmals ausgetragen werden sollte. Erheblicher Widerstand der Teambesitzer führte dazu, die Formel 2 noch bis 1984 beizubehalten.

### Reglement
Technische Änderungen im Vergleich zum Vorjahr ergaben sich im Hinblick auf die Karosserie. Die profilierten Unterböden, mit denen ein Ground Effect erzielt werden konnte, waren seit Saisonbeginn verboten; die Unterböden mussten nun glattflächig sein. Die Formel 2 folgte damit einer Entwicklung, die auch in der Formel 1 zu verzeichnen war. Auch Schürzen, mit denen der Unterboden seitlich abgedichtet werden konnte, waren jetzt verboten.
Die Bodenfreiheit musste mindestens 4 cm betragen. 1982 hatte dies nur für stehende Autos gegolten; ab 1983 musste die Bodenfreiheit auch während des Rennens auf der Strecke eingehalten werden. Mehrere Hersteller entwickelten Konzepte, um diese Vorgaben zu umgehen. AGS, Ralt und Maurer etwa setzten doppelte Federsysteme ein, die die Rennwagen in der Boxengasse anhoben und auf der Piste wieder absenkten.
Die Vorschriften bezüglich der Motoren änderten sich nicht. Nach wie vor waren Saugmotoren mit einem Hubraum von maximal 2,0 Litern zugelassen, die nicht auf Serientriebwerken beruhen mussten.

### Teams
An der Europameisterschaft 1983 nahmen 15 Teams mit insgesamt 39 Fahrern teil. AGS, Ralt, Maurer und Minardi konstruierten wie in den Jahren zuvor eigene Rennwagen und unterhielten Werksteams; im Falle von AGS wurde das Werksteam unter Einbeziehung der Sponsornamen als Écurie Armagnac Bigorre Nogaro gemeldet.
Das italienische Merzario Team, das im Vorjahr zugekaufte und leicht überarbeitete March 822 eingesetzt hatte, konstruierte für 1983 wieder eigene Modelle. Die Fahrzeuge vom Typ M28 orientierten sich technisch allerdings stark an den letztjährigen March-Modellen.
Der britische Hersteller March Engineering hatte sein Werksteam mit Ablauf der Saison 1982 aufgelöst. Ab 1983 unterstützte March den unabhängigen Rennstall Onyx Race Engineering, der informell als Quasi-Werksteam oder als werksunterstütztes Team angesehen wurde.
Nach fünfjähriger Unterbrechung kehrte der französische Hersteller Automobiles Martini als Konstrukteur in die Formel 2 zurück. Martini unterhielt kein Werksteam, sondern überließ den Renneinsatz dem etablierten Team Oreca, das allerdings Werksunterstützung erhielt. Im Hinblick auf den Hauptsponsor verwendete das Team die Bezeichnung BMW France.
Zu diesen Werks- oder werksunterstützten Teams kamen diverse reine Kundenteams, von denen allerdings nur wenige zu jedem Rennen der Saison antraten. Zu den regelmäßig engagierten Teams gehörten Emco Sports von Jo Gartner, der britische Rennstall Mint Engineering, der seine Wurzeln in der Formel 3 hatte, und James Gresham Racing. Emco war das einzige Kundenteam, das in diesem Jahr einen Sieg erzielte (Gartner in Pau); Gresham erreichte einen dritten Platz, und der Mint-Pilot Dave Scott fuhr eine Poleposition heraus. Alle anderen Podestplatzierungen, Polepositionen und schnellsten Runden gingen an Fahrer der Werksteams.
Spirit Racing, das in der zurückliegenden Saison mit selbst konstruierten Autos drei Rennen hatte gewinnen können, konzentrierte sich 1983 auf Formel 1 und trat werksseitig nicht mehr in der Formel 2 an. Die Autos übernahm Jo Gartners Emco-Team; sie waren nun mit BMW- anstelle der Honda-Motoren versehen.

### Motoren
Das dominierende Triebwerk war der V6-Motor von Honda, der in Großbritannien bei Engine Developments („Judd“) überarbeitet und vorbereitet wurde. Der Motor wurde exklusiv an das Ralt-Werksteam geliefert. BMW rüstete die meisten Teams aus. Das von March unterstützte Team Onyx erhielt werksseitig vorbereitete Motoren, die in Anlehnung an ihren Konstrukteur Paul Rosche die Zusatzbezeichnung „Rosche“ trugen. 1983 war die letzte Saison, in der BMW Werksmotoren bereitstellte. Andere Teams ließen die BMW-Triebwerke bei freien Tunern warten; zumeist nahm das Schweizer Unternehmen Heini Mader Racing Components diese Aufgabe wahr, von einzelnen Teams wurde auch der Liechtensteiner Tuningbetrieb von Max Heidegger beauftragt. In einem Fall erschien auch ein älterer Motor von Hart. Ferrari-Motoren, die noch im Jahr zuvor von Minardi verwendet worden waren, kamen 1983 nicht mehr zum Einsatz.

### Fahrer
Corrado Fabi, der Europameister der Saison 1982, trat 1983 nicht mehr in der Formel 2 an. Er wechselte in die Formel 1, wo er bei Osella debütierte. Johnny Cecotto, der Vizemeister des Vorjahrs, ging zu Tolemans Formel-1-Team.
Jonathan Palmer blieb im Ralt-Werksteam, ergänzt durch Mike Thackwell. Onyx übernahm Christian Danner, der im Vorjahr für das March-Werksteam gefahren war, und verpflichtete außerdem Beppe Gabbiani, der als künftiger Champion aufgebaut werden sollte. Maurer behielt Stefan Bellof als Spitzenfahrer; allerdings legte das Team nicht das ganze Augenmerk in Bellofs Einsätze. Bellof ging 1983 nur bei sieben Meisterschaftsläufen an den Start, da er parallel werksseitig Sportwagenrennen für Porsche fuhr und es wiederholt zu Terminsüberschneidungen kam. Maurer und Bellof gaben den Sportwagenrennen den Vorzug, um so Bellofs Aufstieg in die Formel 1 zu erleichtern. Daneben fuhren Pierre Petit, Alain Ferté, Kenny Acheson und Frank Jelinski bei Maurer. Alessandro Nannini war wie im Vorjahr bevorzugter Fahrer bei Minardi.
Mit Beppe Gabbiani, Derek Daly, Lamberto Leoni, Patrick Nève und Mike Thackwell nahmen fünf Fahrer an der Formel-2-Europameisterschaft teil, die bereits über Formel-1-Erfahrungen verfügten.

## Teams und Fahrer
| Team                           | Chassis       | Motor         | Nr. | Fahrer               | Rennen             |
| ------------------------------ | ------------- | ------------- | --- | -------------------- | ------------------ |
| Derek McMahon Racing           | March 822     | Hart          | 0   | Derek Daly           | 8                  |
| Onyx Race Engineering          | March 832     | BMW-Rosche    | 1   | Beppe Gabbiani       | 1–12               |
| Onyx Race Engineering          | March 832     | BMW-Rosche    | 2   | Christian Danner     | 1–12               |
| Onyx Race Engineering          | March 832     | BMW-Rosche    | 3   | Thierry Tassin       | 1–6                |
| Onyx Race Engineering          | March 832     | BMW-Rosche    | 3   | Patrick Nève         | 7                  |
| Onyx Race Engineering          | March 832     | BMW-Rosche    | 3   | Dave Scott           | 8–12               |
| Maurer Motorsport              | Maurer MM83   | BMW-Heidegger | 4   | Stefan Bellof        | 1–2, 4, 6–8, 10–11 |
| Maurer Motorsport              | Maurer MM83   | BMW-Heidegger | 5   | Alain Ferté          | 1–8                |
| Maurer Motorsport              | Maurer MM83   | BMW-Heidegger | 5   | Frank Jelinski       | 11                 |
| Maurer Motorsport              | Maurer MM83   | BMW-Heidegger | 6   | Pierre Petit         | 1–11               |
| Maurer Motorsport              | Maurer MM83   | BMW-Heidegger | 17  | Kenny Acheson        | 1–8                |
| Écurie Armagnac Bigorre Nogaro | AGS JH19B     | BMW-Mader     | 7   | Philippe Streiff     | 1–3, 5–12          |
| Écurie Armagnac Bigorre Nogaro | AGS JH19B     | BMW-Mader     | 36  | Fulvio Ballabio      | 5–12               |
| Ralt Racing Ltd.               | Ralt RH6      | Honda         | 8   | Jonathan Palmer      | 1–12               |
| Ralt Racing Ltd.               | Ralt RH6      | Honda         | 9   | Mike Thackwell       | 1–12               |
| Minardi Team                   | Minardi M283  | BMW-Mader     | 10  | Alessandro Nannini   | 2–12               |
| Minardi Team                   | Minardi M283  | BMW-Mader     | 11  | Oscar Larrauri       | 1–3, 12            |
| Minardi Team                   | Minardi M283  | BMW-Mader     | 11  | Emilio de Villota    | 7                  |
| Minardi Team                   | Minardi M283  | BMW-Mader     | 11  | Pierluigi Martini    | 9                  |
| Minardi Team                   | Minardi M283  | BMW-Mader     | 11  | Enzo Coloni          | 10                 |
| Minardi Team                   | Minardi M283  | BMW-Mader     | 11  | Paolo Barilla        | 11                 |
| Minardi Team                   | Minardi M283  | BMW-Mader     | 35  | Aldo Bertuzzi        | 12                 |
| Schweizer Automobil Rennsport  | March 832     | BMW-Mader     | 12  | Lamberto Leoni       | 1                  |
| Schweizer Automobil Rennsport  | March 832     | BMW-Mader     | 12  | Rolf Biland          | 6–7, 11            |
| Schweizer Automobil Rennsport  | March 832     | BMW-Mader     | 12  | Beat Jans            | 8                  |
| Schweizer Automobil Rennsport  | March 832     | BMW-Mader     | 12  | Fredy Lienhard       | 9–10               |
| Schweizer Automobil Rennsport  | March 832     | BMW-Mader     | 14  | Rolf Biland          | 3–4                |
| Bertram Schäfer Racing         | Maurer MM82   | BMW-Mader     | 15  | Tomas Kaiser         | 1–6, 8, 11         |
| Bertram Schäfer Racing         | Maurer MM82   | BMW-Mader     | 16  | Frank Jelinski       | 1–2, 4             |
| Bertram Schäfer Racing         | Maurer MM82   | BMW-Mader     | 16  | Bartl Stadler        | 3                  |
| Sanremo Racing                 | Lola T850     | BMW-Heidegger | 18  | Guido Daccò          | 4–6                |
| Sanremo Racing                 | March 832     | BMW-Heidegger | 18  | Guido Daccò          | 8–12               |
| Sanremo Racing                 | March 832     | BMW-Heidegger | 18  | Aldo Bertuzzi        | 7                  |
| Sanremo Racing                 | Minardi M283  | BMW-Heidegger | 19  | Aldo Bertuzzi        | 3                  |
| Sanremo Racing                 | Toleman TG280 | BMW-Heidegger | 19  | Aldo Bertuzzi        | 4                  |
| Sanremo Racing                 | March 832     | BMW-Heidegger | 19  | Aldo Bertuzzi        | 5–6, 8–11          |
| Sanremo Racing                 | March 832     | BMW-Heidegger | 19  | Guido Daccò          | 7                  |
| Merzario Team                  | Merzario M28  | BMW-Mader     | 20  | Guido Daccò          | 1–3                |
| Merzario Team                  | Merzario M28  | BMW-Mader     | 20  | Richard Dallest      | 4–7, 9, 10, 12     |
| Merzario Team                  | Merzario M28  | BMW-Mader     | 21  | Fulvio Ballabio      | 1–4                |
| EMCO Sports                    | Spirit 201    | BMW-Heidegger | 24  | Jo Gartner           | 1–12               |
| EMCO Sports                    | Spirit 201    | BMW-Heidegger | 25  | Pierre Chauvet       | 1–3, 5–9, 11–12    |
| BMW France                     | Martini 001   | BMW-Mader     | 26  | Philippe Alliot      | 1–4, 6–12          |
| BMW France                     | Martini 001   | BMW-Mader     | 35  | Michel Ferté         | 6–10               |
| BMW France                     | Martini 001   | BMW-Mader     | 35  | Didier Theys         | 11                 |
| James Gresham Racing           | March 832     | BMW-Mader     | 27  | Enrique Mansilla     | 1–2, 4–5, 7–12     |
| James Gresham Racing           | March 832     | BMW-Mader     | 28  | Emilio de Villota    | 1                  |
| James Gresham Racing           | March 832     | BMW-Mader     | 28  | Lamberto Leoni       | 2–6                |
| James Gresham Racing           | March 832     | BMW-Mader     | 28  | Roberto Del Castello | 8, 11–12           |
| James Gresham Racing           | March 832     | BMW-Mader     | 29  | Kazuyoshi Hoshino    | 8                  |
| Mint Engineering               | March 832     | BMW-Mader     | 33  | Dave Scott           | 1–7                |
| Mint Engineering               | March 832     | BMW-Mader     | 34  | Roberto Del Castello | 1–3, 5–7, 9–10     |
| Peter Stürtz                   | March 802     | BMW           | 35  | Peter Stürtz         | 3                  |

## Rennkalender
| Nr. | Datum        | Rennen (Strecke)                                    | Distanz (km) | Sieger                   | Zweiter                      | Dritter                                     | Pole- Position                        | Schnellste Rennrunde         | Gesamtführender Fahrer |
| --- | ------------ | --------------------------------------------------- | ------------ | ------------------------ | ---------------------------- | ------------------------------------------- | ------------------------------------- | ---------------------------- | ---------------------- |
| 01  | 20. März     | BRDC International Trophy (Silverstone)             | 221,746      | Beppe Gabbiani (Onyx)    | Mike Thackwell (Ralt)        | Christian Danner (Onyx)                     | Dave Scott (Mint Engineering)         | Stefan Bellof (Maurer)       | Beppe Gabbiani (Onyx)  |
| 02  | 4. April     | British Automobile Drivers Club „200“ (Silverstone) | 197,98       | Beppe Gabbiani (Onyx)    | Mike Thackwell (Ralt)        | Jonathan Palmer (Ralt)                      | Mike Thackwell (Ralt)                 | Mike Thackwell (Ralt)        | Beppe Gabbiani (Onyx)  |
| 03  | 10. April    | Deutschland-Trophäe (Hockenheim)                    | 203,7        | Jonathan Palmer (Ralt)   | Christian Danner (Onyx)      | Mike Thackwell (Ralt)                       | Lamberto Leoni (James Gresham Racing) | Jonathan Palmer (Ralt)       | Beppe Gabbiani (Onyx)  |
| 04  | 24. April    | Eifelrennen (Nürburgring-Nordschleife)              | 187,47       | Beppe Gabbiani (Onyx)    | Alessandro Nannini (Minardi) | Christian Danner (Onyx)                     | Christian Danner (Onyx)               | Christian Danner (Onyx)      | Beppe Gabbiani (Onyx)  |
| 05  | 8. Mai       | Gran Premio di Roma (Vallelunga)                    | 208          | Beppe Gabbiani (Onyx)    | Jonathan Palmer (Ralt)       | Mike Thackwell (Ralt)                       | Beppe Gabbiani (Onyx)                 | Beppe Gabbiani (Onyx)        | Beppe Gabbiani (Onyx)  |
| 06  | 22. Mai      | Grand Prix de Pau (Pau)                             | 220,290      | Jo Gartner (Emco Sports) | Kenny Acheson (Maurer)       | Jonathan Palmer (Ralt)                      | Stefan Bellof (Maurer)                | Stefan Bellof (Maurer)       | Beppe Gabbiani (Onyx)  |
| 07  | 12. Juni     | Gran Premio de Madrid Circuito del Jarama           | 221          | Mike Thackwell (Ralt)    | Stefan Bellof (Maurer)       | Jonathan Palmer (Ralt)                      | Jonathan Palmer (Ralt)                | Mike Thackwell (Ralt)        | Beppe Gabbiani (Onyx)  |
| 08  | 25. Juni     | Donington „50.000“ (Donington)                      | 220,5        | Jonathan Palmer (Ralt)   | Mike Thackwell (Ralt)        | Philippe Streiff (AGS)                      | Jonathan Palmer (Ralt)                | Mike Thackwell (Ralt)        | Jonathan Palmer (Ralt) |
| 09  | 22. Juli     | Gran Premio dell’Adriatico (Misano)                 | 202,246      | Jonathan Palmer (Ralt)   | Pierluigi Martini (Minardi)  | Roberto Del Castello (James Gresham Racing) | Philippe Alliot (BMW France)          | Philippe Alliot (BMW France) | Jonathan Palmer (Ralt) |
| 010 | 31. Juli     | Gran Premio del Mediterraneo (Enna-Pergusa)         | 222,750      | Jonathan Palmer (Ralt)   | Philippe Streiff (AGS)       | Mike Thackwell (Ralt)                       | Mike Thackwell (Ralt)                 | Alessandro Nannini (Minardi) | Jonathan Palmer (Ralt) |
| 011 | 21. August   | Grote Prijs van Limborg (Zolder)                    | 195,96       | Jonathan Palmer (Ralt)   | Mike Thackwell (Ralt)        | Philippe Streiff (AGS)                      | Jonathan Palmer (Ralt) (Ralt)         | Jonathan Palmer (Ralt)       | Jonathan Palmer (Ralt) |
| 012 | 4. September | Gran Premio del Mugello (Mugello)                   | 220,290      | Jonathan Palmer (Ralt)   | Mike Thackwell (Ralt)        | Philippe Streiff (AGS)                      | Jonathan Palmer (Ralt)                | Jonathan Palmer (Ralt)       | Jonathan Palmer (Ralt) |

## Rennberichte
Der Verlauf der Saison 1983 war zweigeteilt. In der ersten Hälfte dominierte das von March unterstützte Onyx-Team, dessen Fahrer Beppe Gabbiani vier der ersten fünf Rennen gewann. Gabbiani wurde von dem ehemaligen Rennfahrer Peter Gethin unterstützt, der als Berater für Onyx arbeitete. Onyx konnte allerdings die Dominanz nicht über die ganze Saison aufrechterhalten. Eine wesentliche Ursache für die nachlassende Leistung war die Verwindungsfreudigkeit des March 832, die weder das Team noch der Hersteller kurzfristig beseitigen konnten. Anstelle der Konstruktion eines festeren Monocoques beschränkte sich March darauf, an einzelnen Stellen nachträgliche Versteifungen aus Kunststoff zu installieren. Der Ralt RH6 des Ralt-Werksteams war weitaus belastbarer als der March; hinzu kam eine um ca. 30 PS höhere Leistung des Honda-Motors. Während Gabbiani nach dem fünften Saisonrennen in Vallelunga nur noch einmal punkten konnte, begann im Frühsommer eine Siegesserie des Ralt-Werksfahrers Jonathan Palmer, der, beginnend mit den Donington „50.000“ Ende Juni 1983, alle verbleibenden Rennen der Saison gewann.

### B.R.D.C. International Trophy
| Platz | Fahrer           | Team             | Zeit       |
| ----- | ---------------- | ---------------- | ---------- |
| 1     | Beppe Gabbiani   | Onyx             | 1:08:30,71 |
| 2     | Mike Thackwell   | Ralt             | 1:08:57,31 |
| 3     | Christian Danner | Onyx             | 1:09:40,25 |
| PP    | Dave Scott       | Mint Engineering | 1:16,95    |
| SR    | Stefan Bellof    | Ralt             | 1:19,93    |

Die 35. BRDC International Trophy war das Auftaktrennen der Saison. Es fand am 20. März auf dem Silverstone Circuit statt. Das Rennen ging über 47 Runden zu je 4,718 km und hatte eine Gesamtdistanz von 221,46 km. Zum Rennen meldeten sich 12 Teams mit 23 Fahrern. Die Poleposition fuhr Dave Scott in dem privaten March von Mint Engineering heraus. Er war einer von nur drei Fahrern, die bei starkem Regen in der Stowe Corner von der überschwemmten Ideallinie abwichen und auf diese Weise sicher um die Kurve kamen. Das Rennen, das unter trockenen Bedingungen stattfand, gewann Beppe Gabbiani im Onyx-March 832; sein Teamkollege Christian Danner belegte mit mehr als einer Minute Rückstand Rang drei. Zweiter wurde Mike Thackwell im Werks-Ralt.

### B.A.R.C. „200“
| Platz | Fahrer          | Team | Zeit       |
| ----- | --------------- | ---- | ---------- |
| 1     | Beppe Gabbiani  | Onyx | 1:03:54,06 |
| 2     | Mike Thackwell  | Ralt | 1:01:01,91 |
| 3     | Jonathan Palmer | Ralt | 1:04:08,57 |
| PP    | Mike Thackwell  | Ralt | 1:05,68    |
| SR    | Mike Thackwell  | Ralt | 1:07,38    |

Das 12. B.A.R.C. „200“ (200-Kilometer-Rennen des British Automobile Racing Club), das auch die Bezeichnung Jochen-Rindt-Gedächtnisrennen trug, fand am 4. April auf dem Thruxton Circuit in Andover statt. Es ging über 55 Runden zu je 3,792 km und hatte eine Gesamtdistanz von 197,98 km. Insgesamt gingen elf Teams mit 23 Fahrern an den Start. Zu den gemeldeten Rennställen gehörte auch das Minardi-Team, das das erste Saisonrennen ausgelassen hatte. Mike Thackwell (Ralt) fuhr die Poloposition heraus und absolvierte die schnellste Rennrunde. Sieger war Beppe Gabbiani im Onyx-March 832, gefolgt von Thackwell und dessen Teamkollegen Jonathan Palmer.

### Deutschland-Trophäe
| Platz | Fahrer           | Team                 | Zeit       |
| ----- | ---------------- | -------------------- | ---------- |
| 1     | Jonathan Palmer  | Ralt                 | 1:02:25,22 |
| 2     | Christian Danner | Onyx                 | 1:02:47,52 |
| 3     | Mike Thackwell   | Ralt                 | 1:03:15,02 |
| PP    | Lamberto Leoni   | James Gresham Racing | 2:14,43    |
| SR    | Jonathan Palmer  | Ralt                 | 2:03,76    |

Die 17. Deutschland-Trophäe, die auch als Jim-Clark-Gedächtnisrennen bezeichnet wurde, fand am 10. April auf dem Hockenheimring statt. Das Rennen ging über 30 Runden zu je 6,790 km und hatte eine Gesamtdistanz von 203,7 km. Zum Rennen erschienen 15 Teams mit 22 Fahrern. Stefan Bellof trat bei seinem Heimrennen nicht an. Abgesehen davon gab es einige Veränderungen in Bezug auf nationale Fahrer. Bei Bertram Schäfer Racing fuhr Bartl Stadler anstelle von Frank Jelinski, und Peter Stürtz meldete für sein eigenes Team einen älteren March. Daneben gab es eine Meldung für Jan Thoelke, der einen zwei Jahre alten Toleman einsetzen wollte; Thoelke erschien aber zum Rennen nicht. Die Poleposition fuhr Lamberto Leoni für das private Team James Gresham Racing heraus. Das Rennen gewann Jonathan Palmer (Ralt) vor Christian Danner (Onyx) und Mike Thackwell (Ralt).

### Internationales ADAC-Eifelrennen
| Platz | Fahrer             | Team    | Zeit     |
| ----- | ------------------ | ------- | -------- |
| 1     | Beppe Gabbiani     | Onyx    | 58:46,44 |
| 2     | Alessandro Nannini | Minardi | 58:53,51 |
| 3     | Christian Danner   | Onyx    | 58:58,26 |
| PP    | Christian Danner   | Onyx    | 6:26,19  |
| SR    | Christian Danner   | Onyx    | 6:28,03  |

Das 46. Internationale ADAC-Eifelrennen fand am 24. April auf der Nordschleife des Nürburgrings statt. Es ging über 9 Runden zu je 20,830 km und hatte eine Gesamtdistanz von 187,47 km. Elf Teams mit 20 Fahrern waren gemeldet. Das südfranzösische Team Armagnac Bigorre (AGS) erschien nicht, Minardi trat nur mit einem Auto an. Christian Danner (Onyx) startete von der Poleposition und fuhr die schnellste Rennrunde. Zu Beginn des Rennens wurde er allerdings von seinem Teamkollegen Beppe Gabbiani und später auch von Alessandro Nannini (Minardi) überholt. Gabbiani gewann das Rennen vor Nannini und Danner.

### Gran Premio di Roma
| Platz | Fahrer          | Team                  | Zeit       |
| ----- | --------------- | --------------------- | ---------- |
| 1     | Beppe Gabbiani  | Onyx Race Engineering | 1:14:59,60 |
| 2     | Jonathan Palmer | Ralt                  | 1:15:09,85 |
| 3     | Mike Thackwell  | Ralt                  | 1:15:28,87 |
| PP    | Beppe Gabbiani  | Onyx                  | 1:06,16    |
| SR    | Beppe Gabbiani  | Onyx                  | 1:08,14    |

Der 35. Gran Premio di Roma fand am 8. Mai auf dem Autodromo Vallelunga statt. Er ging über 65 Runden zu je 3,2 km und hatte eine Gesamtdistanz von 208 km. Zum Rennen traten 11 Teams mit insgesamt 20 Fahrern an. Stefan Bellof (Maurer) ließ das Rennen aus. Das finanziell angeschlagene Team Merzario erschien statt wie bisher mit drei nur noch mit einem Auto. Der bisherige Merzario-Pilot Guido Daccò wechselte für den Rest der Saison zu Sanremo Racing, Fulvio Ballabio ging von Merzario zu Armagnac Bigorre (AGS).
Beppe Gabbiani (Onyx) war zum letzten Mal in dieser Saison der dominierende Fahrer. Er belegte die Poleposition, fuhr die schnellste Rennrunde heraus und gewann das Rennen. Auf den Plätzen zwei und drei liefen die Ralt-Piloten Jonathan Palmer und Mike Thackwell ins Ziel.

### Grand Prix de Pau
| Platz | Fahrer          | Team        | Zeit       |
| ----- | --------------- | ----------- | ---------- |
| 1     | Jo Gartner      | Emco Sports | 1:45:18,65 |
| 2     | Kenny Acheson   | Maurer      | 1:45:44,56 |
| 3     | Jonathan Palmer | Ralt        | 1:46:12,61 |
| PP    | Stefan Bellof   | Maurer      | 1:11,87    |
| SR    | Stefan Bellof   | Maurer      | 1:13,12    |

Der 43. Grand Prix de Pau fand am 22. Mai auf dem Circuit de Pau-Ville statt. Er ging über 73 Runden zu je 2,834 km und hatte eine Gesamtdistanz von 206,882 km. 14 Teams mit insgesamt 24 Fahrern waren gemeldet, 20 von ihnen waren zum Rennen zugelassen. An der Qualifikation scheiterten die beiden Mint-Piloten Dave Scott und Roberto Del Castello sowie Aldo Bertuzzi (Sanremo Racing) und Michel Ferté (BMW France). Die Poleposition belegte Stefan Bellof (Maurer Motorsport), der auch die schnellste Rennrunde zurücklegte. Der Maurer-Pilot Alain Ferté lief als Erster ins Ziel, Zweiter war Jo Gartner im Spirit des österreichischen Teams Emco Sports, gefolgt von Bellof. Der Abstand zwischen dem Ersten und dem Dritten lag bei 12 Sekunden. Nach Beendigung des Rennens wurden Ferté und Bellof allerdings disqualifiziert, da ihre Autos das vorgeschriebene Mindestgewicht nicht erreichten. Als Sieger wurde daraufhin Jo Gartner gewertet. Es war der letzte Sieg in der Formel-2-Europameisterschaft, der nicht durch den Fahrer eines Werksteams erzielt wurde. Als Zweiter wurde Kenny Acheson (Maurer) gewertet, als Dritter Jonathan Palmer (Ralt).

### Gran Premio de Madrid
| Platz | Fahrer          | Team   | Zeit       |
| ----- | --------------- | ------ | ---------- |
| 1     | Mike Thackwell  | Ralt   | 1:28:50,80 |
| 2     | Stefan Bellof   | Maurer | 1:28:53,16 |
| 3     | Jonathan Palmer | Ralt   | 1:29:06,29 |
| PP    | Jonathan Palmer | Ralt   | 1:16,79    |
| SR    | Mike Thackwell  | Ralt   | 1:10,02    |

Der 5. Gran Premio de Madrid fand am 12. Juni 1983 auf dem Circuito del Jarama statt. Er ging über 65 Runden zu je 3,4 km und hatte eine Gesamtdistanz von 221 km. Zum Rennen meldeten sich 12 Teams mit 23 Fahrern. Alle waren qualifiziert. Die Poleposition fuhr Jonathan Palmer (Ralt) heraus. Sein Teamkollege Mike Thackwell absolvierte die schnellste Rennrunde und gewann den Meisterschaftslauf vor Stefan Bellof (Maurer), der zweieinhalb Sekunden nach ihm ins Ziel kam, und Palmer.

### Donington „50.000“
| Platz | Fahrer           | Team   | Zeit       |
| ----- | ---------------- | ------ | ---------- |
| 1     | Jonathan Palmer  | Ralt   | 1:16:39,02 |
| 2     | Mike Thackwell   | Maurer | 1:16:59,30 |
| 3     | Philippe Streiff | AGS    | 1:17:18,12 |
| PP    | Jonathan Palmer  | Ralt   | 1:00,93    |
| SR    | Mike Thackwell   | Ralt   | 1:04,69    |

Das 5. Donington-„50.000“-Rennen fand am 25. Juni auf der Strecke im Donington Park statt. Es ging über 70 Runden zu je 3,150 km und hatte eine Gesamtdistanz von 220,5 km. Zum Rennen traten 12 Teams mit 24 Fahrern an. Im Starterfeld gab es einige Veränderungen gegenüber dem vorangegangenen Rennen. Das italienische Team Merzario erschien gar nicht. Nur für dieses Rennen meldete sich das irische Team Derek McMahon Racing, das den bereits über Formel-1-Erfahrung verfügenden Derek Daly an den Start brachte. Dave Scott verließ das private Team Mint Engineering und trat hier und für die restliche Saison als vierter Fahrer bei Onyx an; Roberto Del Castello, der zweite Mint-Fahrer, wechselte zu James Gresham Racing. Dort fuhr auch Kazuyoshi Hoshino, im Vorjahr Vizemeister der Japanischen Formel-2-Meisterschaft, sein einziges europäisches Formel-2-Rennen. Das Donington-Rennen wurde von den Fahrern des Ralt-Werksteams dominiert: Jonathan Palmer belegte die Poleposition und siegte; sein Teamkollege Mike Thackwell fuhr die schnellste Rennrunde und kam mit 19 Sekunden Rückstand auf Palmer als Zweiter ins Ziel. Dritter wurde Philippe Streiff im AGS. Hoshino wurde Vierter, Scott bei seinem Debütrennen für Onyx Sechster.
Mit dem Sieg bei diesem Rennen übernahm Palmer die Gesamtführung der Meisterschaft, die er bis zum Saisonende nicht wieder abgab.

### Gran Premio dell’Adriatico
| Platz | Fahrer               | Team             | Zeit       |
| ----- | -------------------- | ---------------- | ---------- |
| 1     | Jonathan Palmer      | Ralt             | 1:09:37,74 |
| 2     | Pierluigi Martini    | Minardi          | 1:10:41,61 |
| 3     | Roberto Del Castello | Mint Engineering | 1:10:50,60 |
| PP    | Philippe Alliot      | BMW France       | 1:09,21    |
| SR    | Philippe Alliot      | BMW France       | 1:10,95    |

Der 7. Gran Premio dell’Adriatico fand am 24. Juli auf dem Autodromo Santamonica in Misano Adriatico statt. Er ging über 58 Runden zu je 3,487 km und hatte eine Gesamtdistanz von 202,246 km. Zum Rennen waren 11 Teams mit 21 Fahrern gemeldet. Das deutsche Team Maurer Motorsport meldete Stefan Bellof und Pierre Petit. Beide Fahrer wurden nach dem Training von der Teilnahme am Rennen ausgeschlossen. Anlass war der Verdacht, die Maurer-Autos würden illegale Unterbodenverkleidungen verwendeten. Im Laufe der Überprüfung seines Autos wurde Bellof auf Veranlassung des Rennleiters, der sich von Bellof bedroht fühlte, vorübergehend verhaftet.
Die Poleposition und die schnellste Runde fuhr Philippe Alliot im Martini des BMW-France-Teams heraus. Im Rennen fiel Alliot nach 20 Runden infolge eines Aufhängungsschadens aus. Der Sieg ging an Jonathan Palmer im Werks-Ralt, gefolgt von Pierluigi Martini im Minardi, der hier das beste Ergebnis seines Teams in diesem Jahr erzielte. Platz drei belegte Roberto Del Castello im privaten March 832 von James Gresham Racing. Insgesamt kamen nur sieben Fahrer ins Ziel. Letzter gewerteter Fahrer war Richard Dallest im Merzario.

### Gran Premio del Mediterraneo
| Platz | Fahrer             | Team             | Zeit       |
| ----- | ------------------ | ---------------- | ---------- |
| 1     | Jonathan Palmer    | Ralt             | 1:10:11,30 |
| 2     | Philippe Streiff   | GPA Motul Nogaro | 1:10:18,07 |
| 3     | Mike Thackwell     | Ralt             | 1:10:24,63 |
| PP    | Mike Thackwell     | Ralt             | 1:30,82    |
| SR    | Alessandro Nannini | Minardi          | 1:31,37    |

Der 21. Gran Premio del Mediterraneo fand am 31. Juli auf dem Autodromo di Pergusa im sizilianischen Enna statt. Er ging über 45 Runden zu je 4,950 km und hatte eine Gesamtdistanz von 222, 75 km. Zum Rennen waren 11 Teams mit 20 Fahrern gemeldet. Das Starterfeld entsprach weitgehend dem der vorherigen Rennen. Eine Ausnahme bildete das Minardi-Team, das einmalig Enzo Coloni, den letztjährigen Meister der italienischen Formel 3, an den Start brachte. Mike Thackwell (Ralt) fuhr die Poleposition heraus, sein Teamkollege Jonathan Palmer gewann das Rennen. Die schnellste Rennrunde fuhr Alessandro Nannini (Minardi), der nach 41 Runden infolge eines Unfalls vorzeitig ausfiel. Zweiter wurde Philippe Streiff (AGS), der damit das beste Ergebnis für sich und sein Team einfuhr.
Nach diesem Rennen stellte das private Team Mint Engineering den Betrieb ein.

### Grote Prijs van Limborg
| Platz | Fahrer           | Team | Zeit       |
| ----- | ---------------- | ---- | ---------- |
| 1     | Jonathan Palmer  | Ralt | 1:06:12,03 |
| 2     | Mike Thackwell   | Ralt | 1:06:22,86 |
| 3     | Philippe Streiff | AGS  | 1:06:55,98 |
| PP    | Jonathan Palmer  | Ralt | 1:24,09    |
| SR    | Jonathan Palmer  | Ralt | 1:25,09    |

Der 20. Grote Prijs van Limborg fand am 21. August auf dem Circuit Zolder statt. Es war das letzte Formel-2-Rennen in Belgien. Insgesamt waren 11 Teams mit 22 Fahrern am Start. Paolo Barilla absolvierte hier bei Minardi sein erstes Monoposto-Rennen, Stefan Bellof bestritt sein letztes Formel-2-Rennen. Gleiches galt für sein Team Maurer Motorsport, das nach dieser Veranstaltung aufgelöst wurde.
Das Rennen sollte ursprünglich eine Distanz von 204,48 km (48 Runden zu je 4,26 km) haben. Nachdem es in der ersten Rennrunde zu einer schweren Kollision zwischen Guido Daccò (Sanremo Racing) und Dave Scott (Onyx) gekommen war, wurde das Rennen zunächst abgebrochen. Nach dem Neustart wurde es über 46 Runden ausgetragen und hatte eine Gesamtdistanz von 195,96 km. Nach dem Neustart dominierte Jonathan Palmer (Ralt) das Rennen, der von der Poleposition startete, die schnellste Runde fuhr und als Erster ins Ziel kam.

### Gran Premio del Mugello
| Platz | Fahrer           | Team | Zeit       |
| ----- | ---------------- | ---- | ---------- |
| 1     | Jonathan Palmer  | Ralt | 1:14:58,38 |
| 2     | Mike Thackwell   | Ralt | 1:14:58,70 |
| 3     | Philippe Streiff | AGS  | 1:16:06,00 |
| PP    | Jonathan Palmer  | Ralt | 1:40,73    |
| SR    | Jonathan Palmer  | Ralt | 1:45,69    |

Der 10. Gran Premio del Mugello war das letzte Rennen der Saison. Es fand am 4. September auf dem Autodromo Internazionale del Mugello statt. Das Rennen ging über 42 Runden zu je 5,245 km und hatte eine Gesamtdistanz von 220,29 km. Am Start waren neun Teams mit 15 Fahrern. Roberto Del Castello (James Gresham Racing) und Aldo Bertuzzi (Minardi) waren zwar gemeldet, traten zum Rennen aber nicht an. Jonathan Palmer (Ralt) erzielte die Poleposition, fuhr die schnellste Rennrunde und siegte; sein Teamkollege Mike Thackwell kam mit einem Rückstand von drei Zehntelsekunden als Zweiter ins Ziel.

## Fahrerwertung
Die Punktevergabe richtete sich nach folgendem Schema:
| Platz  | 1 | 2 | 3 | 4 | 5 | 6 |
| Punkte | 9 | 6 | 4 | 3 | 2 | 1 |

Nur die besten neun Ergebnisse wurden gewertet (sog. Streichresultate). Danach ergab sich am Saisonende folgende Fahrwertung:
| Pos.                 | Fahrer          | Team                          |     |     |     |     |     |     |     |     |     |     |     |     | Punkte  |
| 01                   | J. Palmer       | Ralt                          | DNF | 3   | 1   | 4   | 2   | 3   | 3   | 1   | 1   | 1   | 1   | 1   | 68 (74) |
| 02                   | M. Thackwell    | Ralt                          | 2   | 2   | 3   | 7   | 3   | 8   | 1   | 2   | DNF | 3   | 2   | 2   | 51      |
| 03                   | B. Gabbiani     | Onyx                          | 1   | 1   | DNF | 1   | 1   | DNF | 7   | DNF | DNF | 4   | DNF | 9   | 39      |
| 04                   | P. Streiff      | AGS                           | 5   | 8   | DNF |     | 5   | 10  | 4   | 3   | DNF | 2   | 3   | 3   | 25      |
| 05                   | C. Danner       | Onyx                          | 3   | 13  | 2   | 3   | 10  | 5   | 9   | 5   | DNF | 7   | 4   | 10  | 21      |
| 06                   | J. Gartner      | Emco Sports                   | DNF | DNF | 4   | DNF | DNF | 1   | 17  | DNF | DNF | 5   | DNF | 7   | 14      |
| 07                   | A. Nannini      | Minardi                       |     | 9   | 5   | 2   | 7   | DNF | DNF | DNF | DNF | 11  | DNF | 4   | 11      |
| 08                   | T. Tassin       | Onyx                          | DNF | 4   | 6   | 6   | 4   | 4   |     |     |     |     |     |     | 11      |
| 09                   | S. Bellof       | Maurer                        | 4   | DNF | DNS | DNF |     | DSQ | 2   | 7   | DNS | DNF | 7   |     | 9       |
| 010                  | K. Acheson      | Maurer                        | DNF | 10  | 10  | 9   | 11  | 2   | DNF | 8   |     |     |     |     | 6       |
| 010                  | P. Martini      | Minardi                       |     |     |     |     |     |     |     |     | 2   |     |     |     | 6       |
| 012                  | R. Del Castello | Mint Engineering              | DNF | DNF | DNF |     | DNS | DNQ | 11  |     | 3   | 13  |     |     | 4       |
| 012                  | R. Del Castello | James Gresham Racing          |     |     |     |     |     |     |     | 11  |     |     | 10  | DNS | 0       |
| 013                  | G. Daccò        | Merzario                      | DNF | DNF | 15  |     |     |     |     |     |     |     |     |     | 0       |
| 013                  | G. Daccò        | Sanremo Racing                |     |     |     | DNF | 6   | DNF | DNF | DNF | 4   | DNF | DNF | DNF | 4       |
| 014                  | A. Ferté        | Maurer                        | DNF | 14  | 12  | 5   | 14  | DSQ | 5   | DNF |     |     |     |     | 4       |
| 014                  | P. Alliot       | BMW France                    | DNF | 5   | 8   |     |     | DNF | DNF | DNF | DNF | 12  | 5   | DNF | 4       |
| 016                  | K. Hoshino      | James Gresham Racing          |     |     |     |     |     |     |     | 4   |     |     |     |     | 3       |
| 017                  | D. Scott        | Mint Engineering              | DNF | DNF | DNS | 11  | DNF | DNQ | 16  |     |     |     |     |     | 0       |
| 017                  | D. Scott        | Onyx                          |     |     |     |     |     |     |     | 6   | DNF | DNF | DNF | 5   | 3       |
| 017                  | F. Ballabio     | Team Merzario                 | DNF | DNF | 14  | DNF |     |     |     |     |     |     |     |     | 0       |
| 017                  | F. Ballabio     | AGS                           |     |     |     |     | DNF | 7   | 12  | DNF | 5   | 9   | NC  | 6   | 3       |
| 019                  | E. Mansilla     | James Gresham Racing          | DNF | 7   |     | DNS | DNF |     | 6   | 10  | DNF | DNF | 6   | DNF | 2       |
| 020                  | L. Leoni        | Schweizer Automobil Rennsport | 6   |     |     |     |     |     |     |     |     |     |     |     | 1       |
| 020                  | L. Leoni        | James Gresham Racing          |     | 11  | 7   | DNF | 9   | DNF |     |     |     |     |     |     | 0       |
| 020                  | F. Jelinski     | Bertram Schäfer Racing        | DNF | 6   |     | 8   |     |     |     |     |     |     |     |     | 1       |
| 020                  | F. Jelinski     | Maurer                        |     |     |     |     |     |     |     |     |     |     | DNF |     | 0       |
| 020                  | R. Biland       | Schweizer Automobil Rennsport |     |     | 9   | 12  |     | 6   | 10  |     |     |     | 11  |     | 1       |
| 020                  | F. Lienhard     | Schweizer Automobil Rennsport |     |     |     |     |     |     |     |     | 6   | 10  |     |     | 1       |
| 020                  | M. Ferté        | BMW France                    |     |     |     |     |     | DNQ |     | 12  | DNF | 6   |     |     | 1       |
|                      | P. Barilla      | Minardi                       |     |     |     |     |     |     |     |     |     |     | DNF |     | 0       |
|                      | A. Bertuzzi     | Sanremo Racing                |     |     | 13  | 13  | 13  | DNQ | 15  | DNF | DNF | DNS | 13  |     | 0       |
| Minardi              | A. Bertuzzi     |                               |     |     |     |     |     |     |     |     |     |     | DNS | 0   |         |
|                      | P. Chauvet      | Emco Sports                   | DNF | DNF | DNF |     | DNF | DNF | DNF | 13  | DNF | 12  | DNF | 8   | 0       |
|                      | E. Coloni       | Minardi                       |     |     |     |     |     |     |     |     |     | 8   |     |     | 0       |
|                      | R. Dallest      | Merzario                      |     |     |     | DNF | DNF | DNF | 8   |     | 7   | DNF |     | 8   | 0       |
|                      | D. Daly         | Derek McMahon Racing          |     |     |     |     |     |     |     | 9   |     |     |     |     | 0       |
|                      | B. Jans         | Schweizer Automobil Rennsport |     |     |     |     |     |     |     | DNF |     |     |     |     | 0       |
|                      | T. Kaiser       | Bertram Schäfer Racing        | DNF | DNF | DNF | DNF | 8   | 9   |     | DNF |     |     | DNF |     | 0       |
|                      | O. Larrauri     | Minardi                       | 7   | DNF | DNS |     |     |     |     |     |     |     |     | DNF | 0       |
|                      | P. Nève         | Onyx                          |     |     |     |     |     |     | 14  |     |     |     |     |     | 0       |
|                      | P. Petit        | Maurer                        | 8   | 12  | DNF | 10  | 12  | DNF | DNF | DNF | DNS | DNF | 8   |     | 0       |
|                      | B. Stadler      | Bertram Schäfer Racing        |     |     | 11  |     |     |     |     |     |     |     |     |     | 0       |
|                      | P. Stürtz       | Peter Stürtz                  |     |     | DNF |     |     |     |     |     |     |     |     |     | 0       |
|                      | D. Theys        | BMW France                    |     |     |     |     |     |     |     |     |     |     | 9   |     | 0       |
|                      | E. de Villota   | Minardi                       | 9   |     |     |     |     |     |     |     |     |     |     |     | 0       |
| James Gresham Racing | E. de Villota   |                               |     |     |     |     |     | 8   |     |     |     |     |     | 0   |         |